# نوخشة ناصح
نوخشه ناصح أحمد (بالكردية: نوخشە ناسح ئەحمەد)‏ سياسية عراقية كردية من مواليد 1978، تشغل منصب محافظ حلبجة، شغلت سابقا منصب قائممقام حلبجة في كردستان العراق. وهي أول امرأة تتولى منصب المحافظ في العراق.
عام 2016 تولت منصب قائممقام حلبجة كمرشحة عن الاتحاد الوطني الكردستاني، وتعتبر ثاني امرأة تتولى المنصب الأعلى في حلبجة، بعد السيدة عديلة خانم. في آذار 2025 نصبت محافظ حلبجة، لتصبح أول امرأة في تاريخ العراق تتولي هذا المنصب.
هي عضو في الاتحاد الوطني الكردستاني (PUK)، الذي فاز في انتخابات عام 2014 في المدينة. قبل تعيينها رئيسة للبلدية، عملت كمفوضة لناحية بيارة لمدة سبع سنوات، وتدربت كمحامية. في عام 2019 كانت المتحدثة في جامعة جورج واشنطن بواشنطن العاصمة عن إرث حملة الأنفال الإبادة الجماعية التي قتل فيها صدام حسين الآلاف من المدنيين في حلبجة باستخدام الغاز السام في عام 1988.